# Zegelbewaarder van Frankrijk

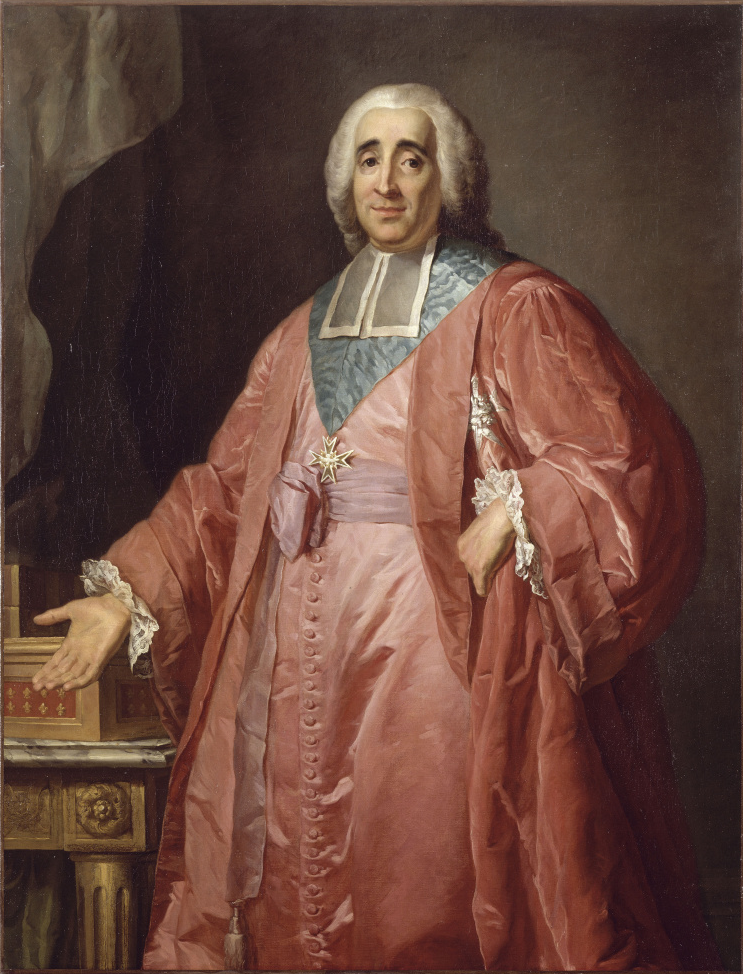
Kanselier en grootzegelbewaarder van Frankrijk René-Augustin de Maupeou met bij zijn rechterhand het kistje met de grootzegelstempels.

De zegelbewaarder van Frankrijk was een van de grootofficieren van de Kroon van Frankrijk. De belangrijkste taak van de  zegelbewaarder was het ondersteunen en zo nodig vervangen van de kanselier, alsmede het bewaren en aanwezig zijn bij vervaardigen van het grootzegel. 
De kanselier werd voor het leven benoemd, de zegelbewaarder niet. In de periode 1203-1316 bleef het ambt van kanselier vacant, zodat de zegelbewaarder de belangrijkste niet-militaire functionaris aan het hof was.
In 1790 overleed de laatste kanselier van Frankrijk; zijn werk werd overgenomen door de zegelbewaarder van Frankrijk, die in 1791 de titel: minister van Justitie kreeg. Heden ten dage wordt de Franse minister van Justitie nog steeds zegelbewaarder (Garde des Sceaux) genoemd.